# ماري نزال البطاينة
ماري نزال البطاينة (8 مارس 1982 - ) هي سيدة أعمال أردنية، مؤسسة فندق اللاندمارك في الأردن، وهي ناشطة في مجال الدفاع عن حقوق الإنسان وعن القضية الفلسطينية، عملت مع العديد من منظمات المجتمع المدني ومن ضمنها حملة مقاومة جدار الفصل العنصري. حاصلة على شهادة البكالوريوس في العلوم السياسية من كلية بارنارد، جامعة كولومبيا، ,ودرست القانون في مدرسة الدراسات الشرقية والإفريقية في لندن.
تم تصنيفها ضمن أقوى سيدات الأعمال العربية في مجلة فوربس الشرق الأوسط لسنوات ممتالية، ظهرت عملها كقصة تغطية فوربس. كما تم اختيارها كقائدة عالمية شابة للمنتدى الاقتصادي العالمي باعتبارها الأردني الوحيد في فئة 2013. ويتم اختيار القادة الشباب على أساس التزامهم بوقتهم وموهبتهم في جعل العالم مكانًا أفضل.
وتمثل عضوة مجلس إدارة في العديد من المؤسسات بما في ذلك الهيئة الملكية الأردنية للأفلام ومبادرة إنجاز وسفيرة العلامة التجارية سيب التي تركز على الفنانين الموهوبين، الذين هم لاجئون يقيمون في مخيم جرش، لخلق روائع مطرزة يدوياً.
بصفتها شريكًا مؤسسًا في إدارة الأصول، تعمل ماري بشكل ديناميكي وشامل على دفع رؤيا لعالم أكثر عدلاً من خلال الاستثمار المسؤول الذي يعزز أهداف التنمية المستدامة للأمم المتحدة، إدارة الأصول هي شركة إدارة أصول عالمية مملوكة للقطاع الخاص تقوم بتصميم وتنفيذ وإدارة الاستثمارات لمجموعة واسعة من العملاء.
وتعتبر ماري مؤسسة لاندمارك للفنادق التي تملك وتدير لاندمارك عمان، تلتزم فنادق لاندمارك ببناء القدرات المحلية وتعطي الأولوية لاحتياجات المجتمع المحلي في جميع القرارات حيث تشمل أحدث مبادرات فندق ماري ما يلي: إدراج الأشخاص ذوي الإعاقة في القوى العاملة، مما يجعل لاندمارك جهة توظيف متساوية الفرص ؛ المحور الأخضر من لاندمارك، قبة أكوابونيكس التي تعزز تكنولوجيا التكنولوجيا بدون ماء، وتوفر المياه كشكل من أشكال الاستدامة البيئية، كما يرحب جرين هاب بورش العمل والجولات والمبادرات التعليمية. يعد جدار اللورد في فندق لاندمارك عمان هو الأول من نوعه في الأردن، حيث يشجع الناس على التبرع دون الكشف عن هويتهم. بالإضافة إلى إنشاء رعاية يومية مجانية في الموقع لأطفال موظفي لاندمارك. ماري هي مناصرة إنشاء شركات صديقة للأسرة كوسيلة لدعم الآباء والأمهات في أدوارهم المتعددة.
```
حاضرت ماري حول هذا الموضوع في جامعة هارفارد، وتميزت لاندمارك بكونها أول علامة تجارية محلية تتوسع خارج الأردن من خلال فتح وإدارة فندق سانت جورج لاندمارك في القدس الشرقية المحتلة، وباعتباره أول فندق أردني يوقع اتفاقية الأمم المتحدة العالمية، فإن لاندمارك تأخذ هذه المهمة على محمل الجد. الميثاق العالمي هو مبادرة من الأمم المتحدة تهدف إلى تشجيع الشركات في جميع أنحاء العالم على تبني سياسات مستدامة ومسؤولة اجتماعياً، وتقديم تقارير عن تنفيذها. كجزء من التزام الفندق بالتنمية الاجتماعية والاقتصادية والبيئية، يسعى لاندمارك إلى المساهمة في تحقيق أهداف التنمية المستدامة للأمم المتحدة. تم تصميم الأهداف الـ 17 لتوجيه دور القطاعات العامة وغير الربحية والربحية والطوعية في التنمية العالمية، وتعتقد لاندمارك أن العمل تجاهها سيكون له تأثير تحويلي على ملايين من الأرواح في جميع أنحاء العالم، لدى فندق لاندمارك عمان شراكات مع وكالة الأمم المتحدة لإغاثة وتشغيل اللاجئين الفلسطينيين (الأونروا) وبرنامج الغذاء العالمي التابع للأمم المتحدة.
```

لعبت ماري دوراً قيادياً في حملة جدار مكافحة الفصل العنصري التي شنت حملة ضد بناء جدار الفصل العنصري في فلسطين المحتلة. كجزء من دعوتها، في عام 2004 ، أنشأت معرضًا متعدد الأبعاد على الجدار وجهاز الاحتلال. جذب المعرض آلاف الزوار وحظي بشهرة عالمية. ثم أخذت ماري أجزاء من المعرض إلى مخيمات اللاجئين في جميع أنحاء الأردن.

## التعليم
- بكالوريوس في العلوم السياسية، كلية بارنارد، 1997-2001
- ماجستير في القانون الدولي المقارن، 2004-2005
- بكالوريوس في القانون، جامعة القانون 2005-2006
- القانون، جامعة لندن، 2007-2008

## العمل
- رئيسة ومؤسسة مشاركة في صندوق المعونة القانونية الفلسطيني، 2009-2015
- نائبة رئيس، شركة فنادق جوردن هوليدي
- مؤسسة فندق اللاندمارك عمان، الأردن 2008
- شريكة مؤسسة في 17 أسيت مانيجمينت
- سفيرة العلامة التجاري ل سيب

## العضوية
- عضوة في جمعية إغاثة أطفال فلسطين
- عضوة مجلس إدارة في الشبكة
- عضوة مجلس إدارة في الهيئة الملكية للأفلام، الأردن
- عضوة في المنتدى الدولي للمرأة
- عضوة في منظمة القادة الشباب
- عضوة في مجلس إدارة إنجاز